# Perilla
Perilla este un gen de plante din familia  Lamiaceae. Este cultivat și consumat mai ales în Coreea, Japonia, Thailanda și Vietnam.

## Specii
Din genul Perilla fac parte:
- P. frutescens – specie numită și deulkkae sau perilla coreeană; frunzele sale se numesc kkaennip;
  - P. f. var. crispa – varietate numită și shiso sau busuioc japonez;[3]
  - P. f. var. hirtella – varietate numită și lemon perilla.[4]

Celelalte specii și varietăți posibile de Perilla au o descriere insuficientă. 